# Lower Zoh
Lower Zoh är en klan i Liberia.   Den ligger i regionen Bomi County, i den västra delen av landet, 29 km norr om huvudstaden Monrovia.